# 세가 넵튠
세가 넵튠은 세가 메가드라이브에 슈퍼 32X와 메가 CD를 합체시켜서 만든 것으로, 프로토타입만 제작되었다.